# Movimento de Independência de 1811

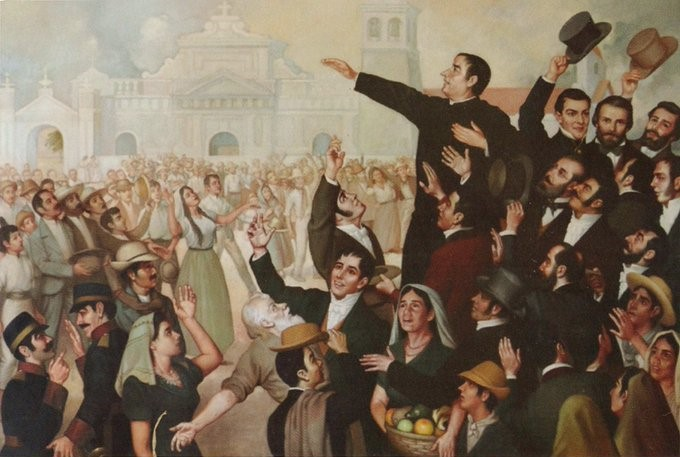
Pintura da celebração do Primeiro Movimento de Independência em San Salvador. Ao centro, José Matías

O Movimento de Independência de 1811 (em espanhol: Movimiento de Independencia de 1811), conhecido em El Salvador como o Primeiro Grito de Independência (Primer Grito de Independencia), foi o primeiro de uma série de revoltas na América Central na atual El Salvador contra o domínio espanhol e a dependência da Capitania Geral da Guatemala. O movimento de independência foi liderado por figuras proeminentes salvadorenhas e centro-americanas, como José Matías Delgado, Manuel José Arce e Santiago José Celis.

## Prelúdio
No início do século 19, a agitação cresceu nos territórios americanos governados pela Espanha. O século anterior foi dominado pelo crescente apoio às ideias de liberdade individual, que caracterizaram o Iluminismo ocorrido na Europa e nas Américas. Mais influentes foram a Revolução Americana, com a consequente libertação das Treze Colônias Britânicas, e a Revolução Francesa, que semeou a inquietação e a busca pela liberdade nos territórios hispano-americanos sob domínio dos espanhóis.  A nomeação de Antonio Gutiérrez y Ulloa como Intendente Colonial de San Salvador em 28 de junho de 1805 causou mais agitação em San Salvador, pois ele era visto como "apaixonado" e "difícil" e não era popular entre aqueles que viviam na intendência.
Na Intendência de San Salvador, muitos crioulos e outros colonos queriam separar o controle da colônia da Capitania Geral da Guatemala, em grande parte devido a razões econômicas e políticas. Uma maior autonomia administrativa ou independência total de San Salvador reduziria o alto nível de impostos pagos à Espanha e à Guatemala e aumentaria as finanças da colônia. A invasão da Espanha por Napoleão Bonaparte em 1808 e a remoção de Fernando VII do trono espanhol criaram uma atmosfera de agitação em San Salvador e em todas as colônias hispano-americanas.

## Revolta em San Salvador
Os insurretos se organizaram junto com proeminentes apoiadores da classe média da causa da independência, como médicos e padres que participaram do evento. Entre eles, médicos como Santiago José Celis, os irmãos Aguilar y Bustamante (Nicolás, Vicente e Manuel) e o padre José Matías Delgado. Outros incluíram Manuel José Arce, Juan Manuel Rodríguez e Pedro Pablo Castillo.
Em 5 de novembro começou a revolta em San Salvador. Segundo a tradição, os rebeldes esperavam um sinal da torre sineira da Igreja de La Merced, mas isso não ocorreu no horário marcado. Mais tarde, os rebeldes reuniram-se na praça da cidade, em frente à igreja, onde Manuel José Arce proclamou perante o público: "Não há rei, nem intendente, nem capitão-mor. Só devemos obedecer aos nossos alcaldes", o que significa que, desde que Fernando VII foi deposto, todos os outros funcionários nomeados por ele já não detinham legitimamente o poder. Um tumulto na praça cresceu a ponto de o intendente, Gutiérrez y Ulloa, pedir que os reunidos nomeassem alguém para receber formalmente suas demandas. O próprio Manuel José Arce foi escolhido como líder pela torcida. Apesar disso, os insurretos pegaram em armas e proclamaram a independência total de San Salvador da coroa espanhola, mas mais tarde foram subjugados.
Nos dias seguintes, o movimento de independência estendeu-se às cidades de Santiago Nonualco, Usulután, Chalatenango, Santa Ana, Tejutla e Cojutepeque. As duas outras revoltas notáveis ocorreram em 24 de novembro na cidade de Metapán e em 20 de dezembro em Sensuntepeque.

## Supressão e consequências
Apesar dos esforços dos insurrecionistas, a causa da independência não foi compartilhada pelos conselhos municipais da Intendência. Nem São Miguel, nem São Vicente, nem Santa Ana se juntaram a eles. Sem conseguir reunir apoio, os rebeldes decidiram negociar com uma delegação enviada da capital guatemalteca para assumir o controle. O novo Intendente Coronel José Alejandro de Aycinena, chegou em 8 de dezembro com tropas e padres guatemaltecos para forçá-los a jurar obediência à coroa e recuperou a cidade. O novo governo foi bem recebido pela maioria da população devido à política de compreensão e não confronto de Aycinena. No entanto, vários dias depois, os distúrbios eclodiram na vizinha Intendência da Nicarágua, onde revoltas eclodiram em León em 13 de dezembro e depois em Granada em 22 de dezembro. No entanto, ambos foram logo suprimidos.
Muitos dos envolvidos nos acontecimentos em El Salvador e Nicarágua foram presos, mas José Matías Delgado foi levado de volta com a delegação para a Cidade da Guatemala. Apesar de suas atividades passadas, ou talvez por causa delas, Delgado foi eleito em 1813 como representante na Deputação Provincial da Guatemala criada pela Constituição espanhola de 1812. Ele também se tornou diretor do Seminário Tridentino na capital, portanto, ele não estava em El Salvador na época da segunda insurreição em 1814, e por isso não participou dela.
Ele foi novamente eleito deputado provincial em 1820, quando a Constituição espanhola foi restaurada, e em 15 de setembro de 1821, ele estava entre os que assinaram o Ato de Independência da América Central na Cidade da Guatemala. Em 28 de novembro de 1821, tornou-se chefe político (jefe pólitico civil) da Província de San Salvador e, como seu diretor executivo, liderou sua separação da Guatemala para evitar que a antiga intendência se tornasse parte do Primeiro Império Mexicano. Arce mais tarde tornou-se presidente da República Federal da América Central de 1825 a 1829, uma vez que a independência total da Espanha e do México se tornou uma realidade.
Em El Salvador, o movimento de independência e a Revolta de 1811 são oficialmente comemorados todos os anos em 5 de novembro e reconhecidos como o "Primeiro Grito pela Independência da América Central".